# Grand Prix Formule 1 van Hongarije 2011

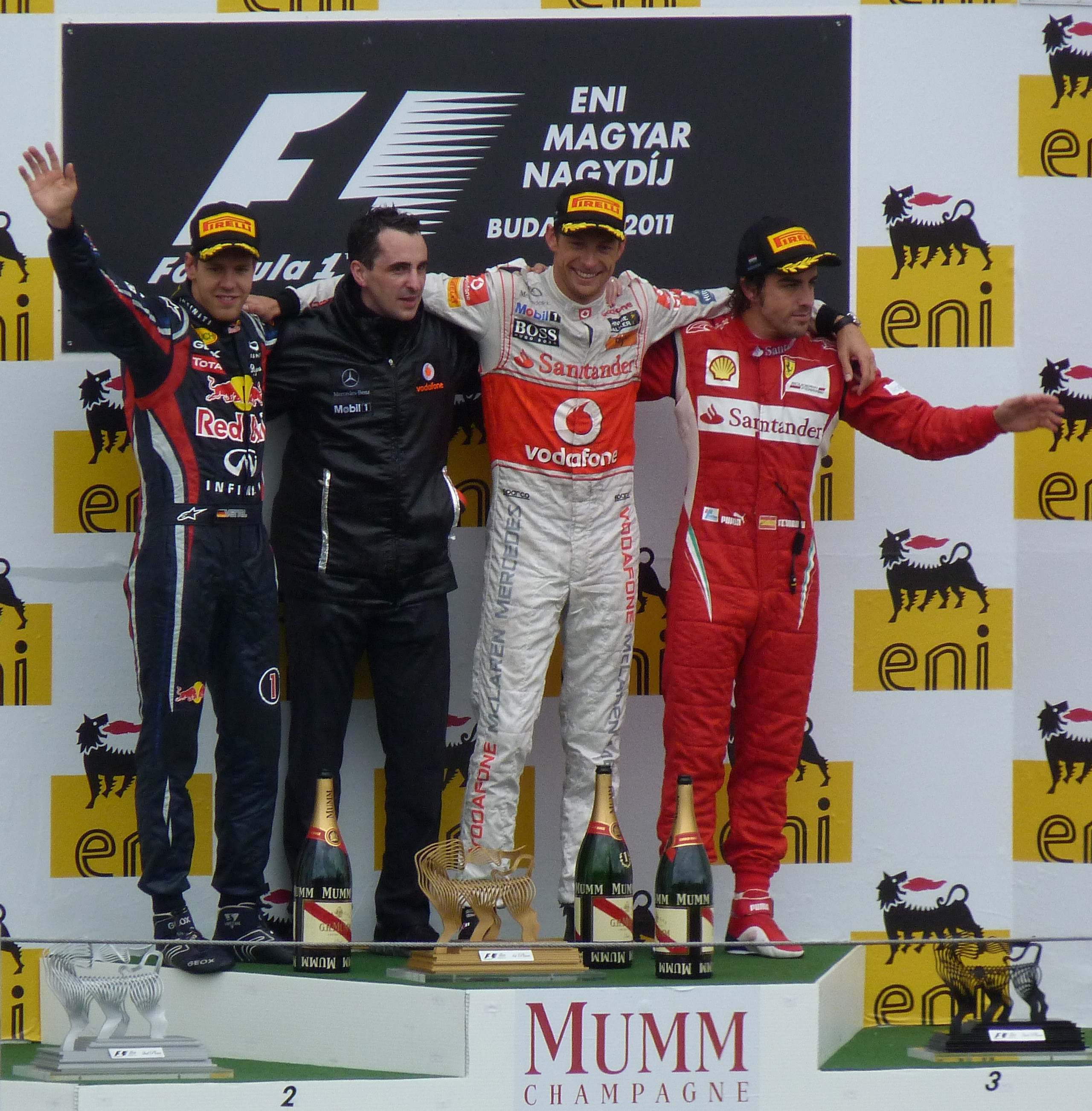
Het erepodium van Hongarije met in het midden Jenson Button die, ondanks de overheersing van Sebastian Vettel, nu toch alweer zijn tweede overwinning van het seizoen op zijn conto wist bij te schrijven.

De Grand Prix Formule 1 van Hongarije 2011 werd verreden op 31 juli op de Hungaroring in Mogyoród nabij Boedapest. Het was de elfde race van het kampioenschap. Deze race heeft ook nog altijd het record in handen van de meeste pitstops tijdens een Formule 1 race. De 24 rijders die aan de race begonnen, kwamen bij elkaar opgeteld samen in totaal 88 keer naar binnen om banden te wisselen.

## Kwalificatie
| Pos.                | Nr. | Coureur            | Constructeur         | Q1       | Q2        | Q3        | Grid |
| ------------------- | --- | ------------------ | -------------------- | -------- | --------- | --------- | ---- |
| 1                   | 1   | Sebastian Vettel   | Red Bull-Renault     | 1:21.740 | 1:21.095  | 1:19.815  | 1    |
| 2                   | 3   | Lewis Hamilton     | McLaren-Mercedes     | 1:21.636 | 1:21.105  | 1:19.978  | 2    |
| 3                   | 4   | Jenson Button      | McLaren-Mercedes     | 1:22.038 | 1:20.578  | 1:20.024  | 3    |
| 4                   | 6   | Felipe Massa       | Ferrari              | 1:22.130 | 1:21.099  | 1:20.350  | 4    |
| 5                   | 5   | Fernando Alonso    | Ferrari              | 1:21.578 | 1:20.262  | 1:20.365  | 5    |
| 6                   | 2   | Mark Webber        | Red Bull-Renault     | 1:22.208 | 1:20.890  | 1:20.474  | 6    |
| 7                   | 8   | Nico Rosberg       | Mercedes             | 1:22.996 | 1:21.243  | 1:21.098  | 7    |
| 8                   | 14  | Adrian Sutil       | Force India-Mercedes | 1:22.237 | 1:22.000  | 1:21.445  | 8    |
| 9                   | 7   | Michael Schumacher | Mercedes             | 1:22.876 | 1:21.852  | 1:21.907  | 9    |
| 10                  | 17  | Sergio Pérez       | Sauber-Ferrari       | 1:23.067 | 1:22.157  | geen tijd | 10   |
| 11                  | 15  | Paul di Resta      | Force India-Mercedes | 1:22.976 | 1:22.256  |           | 11   |
| 12                  | 10  | Vitali Petrov      | Renault              | 1:23.070 | 1:22.284  |           | 12   |
| 13                  | 16  | Kamui Kobayashi    | Sauber-Ferrari       | 1:23.278 | 1:22.435  |           | 13   |
| 14                  | 9   | Nick Heidfeld      | Renault              | 1:23.024 | 1:22.470  |           | 14   |
| 15                  | 11  | Rubens Barrichello | Williams-Cosworth    | 1:23.075 | 1:22.684  |           | 15   |
| 16                  | 19  | Jaime Alguersuari  | Toro Rosso-Ferrari   | 1:23.285 | 1:22.979  |           | 16   |
| 17                  | 12  | Pastor Maldonado   | Williams-Cosworth    | 1:23.847 | geen tijd |           | 17   |
| 18                  | 18  | Sébastien Buemi    | Toro Rosso-Ferrari   | 1:24.070 |           |           | 23   |
| 19                  | 20  | Heikki Kovalainen  | Lotus-Renault        | 1:24.362 |           |           | 18   |
| 20                  | 21  | Jarno Trulli       | Lotus-Renault        | 1:24.534 |           |           | 19   |
| 21                  | 24  | Timo Glock         | Virgin-Cosworth      | 1:26.294 |           |           | 20   |
| 22                  | 23  | Vitantonio Liuzzi  | HRT-Cosworth         | 1:26.323 |           |           | 21   |
| 23                  | 22  | Daniel Ricciardo   | HRT-Cosworth         | 1:26.479 |           |           | 22   |
| 24                  | 25  | Jérôme d'Ambrosio  | Virgin-Cosworth      | 1:26.510 |           |           | 24   |
| 107% tijd: 1:27.288 |     |                    |                      |          |           |           |      |

## Race
| Pos. | Nr. | Coureur            | Constructeur         | Rondes | Tijd / Oorzaak uitval | Grid | Punten |
| ---- | --- | ------------------ | -------------------- | ------ | --------------------- | ---- | ------ |
| 1    | 4   | Jenson Button      | McLaren-Mercedes     | 70     | 1:46:42.337           | 3    | 25     |
| 2    | 1   | Sebastian Vettel   | Red Bull-Renault     | 70     | +3.588                | 1    | 18     |
| 3    | 5   | Fernando Alonso    | Ferrari              | 70     | +19.819               | 5    | 15     |
| 4    | 3   | Lewis Hamilton     | McLaren-Mercedes     | 70     | +48.338               | 2    | 12     |
| 5    | 2   | Mark Webber        | Red Bull-Renault     | 70     | +49.742               | 6    | 10     |
| 6    | 6   | Felipe Massa       | Ferrari              | 70     | +1:23.176             | 4    | 8      |
| 7    | 15  | Paul di Resta      | Force India-Mercedes | 69     | +1 ronde              | 11   | 6      |
| 8    | 18  | Sébastien Buemi    | Toro Rosso-Ferrari   | 69     | +1 ronde              | 23   | 4      |
| 9    | 8   | Nico Rosberg       | Mercedes             | 69     | +1 ronde              | 7    | 2      |
| 10   | 19  | Jaime Alguersuari  | Toro Rosso-Ferrari   | 69     | +1 ronde              | 16   | 1      |
| 11   | 16  | Kamui Kobayashi    | Sauber-Ferrari       | 69     | +1 ronde              | 13   |        |
| 12   | 10  | Vitali Petrov      | Renault              | 69     | +1 ronde              | 12   |        |
| 13   | 11  | Rubens Barrichello | Williams-Cosworth    | 68     | +2 rondes             | 15   |        |
| 14   | 14  | Adrian Sutil       | Force India-Mercedes | 68     | +2 rondes             | 8    |        |
| 15   | 17  | Sergio Pérez       | Sauber-Ferrari       | 68     | +2 rondes             | 10   |        |
| 16   | 12  | Pastor Maldonado   | Williams-Cosworth    | 68     | +2 rondes             | 17   |        |
| 17   | 24  | Timo Glock         | Virgin-Cosworth      | 66     | +4 rondes             | 20   |        |
| 18   | 22  | Daniel Ricciardo   | HRT-Cosworth         | 66     | +4 rondes             | 22   |        |
| 19   | 25  | Jérôme d'Ambrosio  | Virgin-Cosworth      | 65     | +5 rondes             | 24   |        |
| 20   | 23  | Vitantonio Liuzzi  | HRT-Cosworth         | 65     | +5 rondes             | 21   |        |
| DNF  | 20  | Heikki Kovalainen  | Lotus-Renault        | 55     | mechanisch            | 18   |        |
| DNF  | 7   | Michael Schumacher | Mercedes             | 26     | mechanisch            | 9    |        |
| DNF  | 9   | Nick Heidfeld      | Renault              | 23     | mechanisch            | 14   |        |
| DNF  | 21  | Jarno Trulli       | Lotus-Renault        | 17     | mechanisch            | 19   |        |

## Noot
- Dit was de tweehonderdste Grand Prix-start voor Jenson Button. Hiermee was Button de elfde coureur die minstens 200 Grands Prix had gereden. Tevens was het de honderdste Grand Prix-start voor Nico Rosberg en hiermee was Rosberg de zestigste coureur die minstens 100 Grands Prix had gereden.